# Christianisme à Madagascar
Le christianisme à Madagascar est pratiqué par 85,3 % de la population malgache selon le Pew Research Center en 2010, souvent sous une forme syncrétique avec les pratiques religieuses traditionnelles. Le protestantisme est introduit par les premiers envoyés de la London Missionary Society en 1818, qui menèrent des campagnes d'évangélisation et d'alphabétisation à travers l'établissement des écoles publiques dans les hautes terres du centre de l'île, à la demande du roi Radama Ier. Le nombre de convertis est resté faible mais progressivement a grandi malgré la répression sous le règne de son successeur, la reine Ranavalona Ire, et les politiques religieuses plus permissives de son fils, Radama II, et de sa veuve, la reine Rasoherina.
La propagation du protestantisme parmi les classes supérieures Mérina au milieu du XIXe siècle, ainsi que l'influence de la reine Ranavalona II, associée à l'influence politique croissante des missionnaires britanniques, conduisent le Premier ministre Rainilaiarivony à officialiser la conversion de la cour royale. Cela encourage une conversion populaire généralisée au protestantisme dans les hautes terres à la fin du XIXe siècle.
Le catholicisme romain est introduit principalement par l'intermédiaire de diplomates et de missionnaires français à partir du milieu du XIXe siècle, mais ne gagne d'importants convertis qu'à partir de 1896, sous la colonisation française de Madagascar. La propagation précoce du protestantisme parmi l'élite merina entraîne un certain degré de différenciation de classe et ethnique parmi les premiers chrétiens, avec l'association du protestantisme avec les classes supérieures et l'ethnie merina, et le catholicisme attirant plus d'adhérents parmi les classes populaires et les régions côtières.

## Histoire

### Premiers contacts

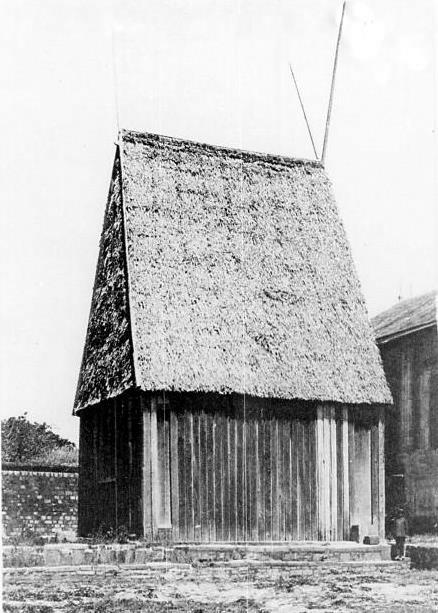
Besakana, site de l'école du palais d'origine sur l'enceinte du Rova d'Antananarivo.

Les Portugais et les Français commencent la première christianisation de Madagascar au XVIIe siècle. Ils prêchent dans le sud-est du pays. Le prince Antanosy Andriandramaka est le premier Malgache connu à recevoir le baptême. La première école formelle de style européen est créée en 1818 sur la côte est de Madagascar à Toamasina par des membres de la London Missionary Society (LMS). Le roi Radama Ier, le premier souverain à avoir placé environ la moitié de l'île de Madagascar sous son règne, veut renforcer les liens avec les puissances européennes ; à cette fin, il invite les missionnaires du LMS à ouvrir une école dans sa capitale, Antananarivo, dans l'enceinte du palais Rova pour instruire la famille royale en littérature, en calcul et en éducation de base. Cette première école voit le jour le 8 décembre 1820 au sein de Besakana, un bâtiment Rova d'une grande importance historique et culturelle.
En 1822, les missionnaires de la LMS réussissent à transcrire le dialecte mérina de la langue malgache en utilisant l'alphabet latin. Ce dialecte, parlé dans les hautes terres centrales autour d'Antananarivo, est déclaré comme version officielle de la langue malgache cette année-là - un statut que le dialecte des hautes terres conserve depuis. La Bible, qui a été progressivement traduite dans ce dialecte et imprimée, est le premier livre imprimé en langue malgache et est devenue le texte standard utilisé pour l'alphabétisation.
Vers la fin du règne de Radama, le roi percevait les quelques Malgaches convertis comme irrévérencieux envers l'autorité royale. Il interdit aux Malgaches de se faire baptiser ou d'assister à des offices chrétiens. En 1829, 38 écoles dispensaient une éducation de base à plus de 4 000 étudiants en plus des 300 étudiants qui étudiaient à l'école du palais, enseignant des messages doubles de loyauté et d'obéissance à la règle de Radama et aux principes fondamentaux de la théologie chrétienne.

### Répression sous RanavalonaIre

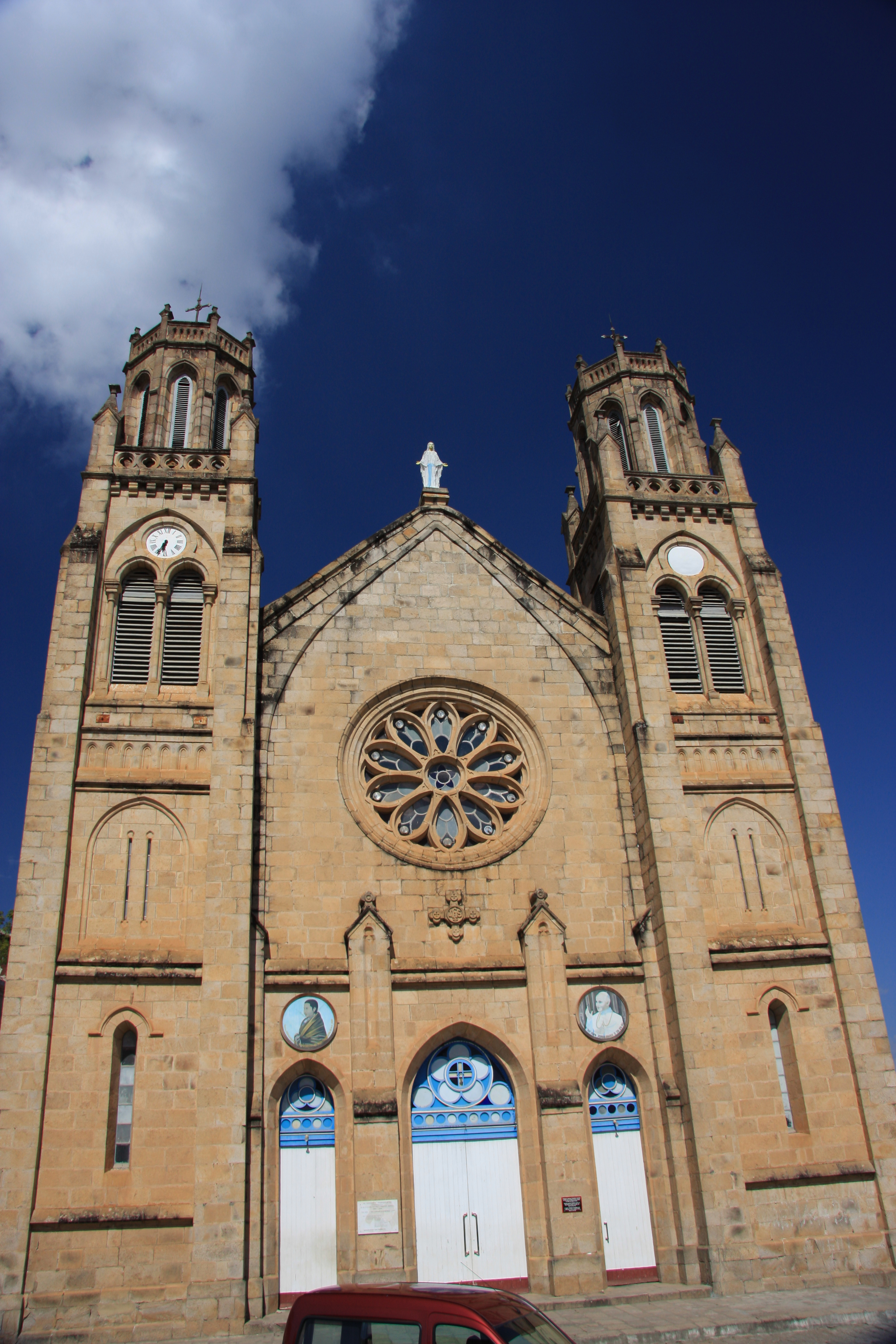
Cathédrale d'Andohalo, construite sur une falaise à Antananarivo où la reine Ranavalona Ire faisait exécuter les premiers martyrs chrétiens malgaches

La traduction du Nouveau Testament a été achevée au cours de la deuxième année de son règne et 3 000 exemplaires ont été imprimés et distribués entre 1829 et 1830. Dès le début de son règne, Ranavalona Ire interdit la distribution de livres chrétiens au sein de l'armée pour empêcher la subversion et préserver la discipline. Cependant, elle laisse libre cours aux missionnaires et à l'imprimerie et a exempté du service militaire tout le personnel malgache formé à l'imprimerie. En 1835, la traduction de l'Ancien Testament est achevée et les premiers exemplaires sont imprimés. La liberté accordée à la LMS et aux chrétiens malgaches d'imprimer du matériel religieux et d'enseigner la religion dans les écoles publiques au cours des six premières années du règne de Ranavalona permet au christianisme de s'établir fermement parmi un groupe restreint mais croissant de convertis dans et autour de la capitale.
La conversion des principaux dirigeants religieux, politiques et sociaux déclenche un contrecoup qui conduit Ranavalona à se méfier de plus en plus des effets politiques et culturels du christianisme, qu'elle considérait comme conduisant les Malgaches à abandonner les ancêtres et leurs traditions. En octobre et novembre 1831, la reine promulgue une interdiction des mariages chrétiens, des services religieux et des baptêmes pour les soldats et les membres du gouvernement étudiant dans les écoles.
Dans un discours kabary du 26 février 1835, la reine Ranavalona interdit formellement la pratique du christianisme parmi ses sujets. Conformément au décret du 26 février, ceux qui possédent une Bible, prient en congrégation ou continuent à professer leur adhésion au christianisme sont condamnés à une amende, emprisonnés, menottés, soumis au tangena ou à un autre procès par ordalie, ou exécutés. La cathédrale d'Andohalo est construite sur cet affleurement pour commémorer les premiers chrétiens malgaches martyrisés sur le site. Le nombre de malgaches mis à mort pour des raisons religieuses sous le règne de Ranavalona est inconnu. Le missionnaire britannique à Madagascar W.E. Cummins situe le nombre d'exécutions entre 60 et 80. Beaucoup plus ont dû subir l'épreuve de la tangena, condamnés aux travaux forcés ou dépouillés de leurs terres et de leurs biens, et beaucoup d'entre eux sont morts. La persécution des chrétiens s'est intensifiée; en 1849, 1 900 personnes sont condamnées à une amende, emprisonnées ou autrement punies pour leur foi chrétienne, dont 18 sont exécutées.

### Légitimation et conversion de masse
À la mort de Ranavalona en 1861, son fils réformiste, Radama II, lui succède et abroge un bon nombre des politiques de sa mère. La liberté de religion est déclarée, la persécution des chrétiens cesse, les missionnaires reviennent sur l'île et leurs écoles sont autorisées à rouvrir. Cependant, le mépris de Radama pour les conseils de ses conseillers mettant en garde contre un processus de modernisation trop brusque produit un coup d'État, au cours duquel Radama est vraisemblablement tué et le pouvoir effectif est transféré au Premier ministre Rainivoninahitriniony.
La conversion de la cour est officialisée par le baptême et le mariage du premier ministre Rainilaiarivony avec la princesse protestante Ranavalona II, le 21 février 1869. Lors de cette cérémonie, l'ordre est donné de détruire les talismans royaux et de les remplacer par la Bible. La christianisation de la cour et l'établissement de la chapelle royale protestante indépendante dans l'enceinte du palais entraînent la conversion à grande échelle de centaines de milliers de Malgaches. La majorité des convertis pratiquent un mélange syncrétique de religions chrétiennes et traditionnelles. Les biographes de Rainilaiarivony concluent que sa conversion est en grande partie un geste politique et n'a très probablement pas dénoté un véritable changement spirituel jusqu'à tard dans sa vie, voire jamais.

## Pratique syncrétique
Aujourd'hui, de nombreux chrétiens intègrent leurs croyances religieuses chrétiennes à celles traditionnelles liées au culte des ancêtres. Par exemple, les Malgaches peuvent bénir leurs morts à l'église avant de procéder aux rites funéraires traditionnels ou inviter un prêtre ou un pasteur pour bénir ou consacrer une réinhumation famadihana.

## Confessions
Environ 25 % de la population est protestante. L'Église de Jésus-Christ à Madagascar, une église protestante réformée comptant 2,5 millions d'adhérents, est l'association religieuse la plus importante de Madagascar ; l'ancien président Marc Ravalomanana en a été le vice-président. Environ 20 % de la population est catholique. Il y a 21 diocèses catholiques à Madagascar, dont cinq archidiocèses.
Le Conseil malgache des Églises comprend les quatre confessions chrétiennes les plus anciennes et les plus importantes (catholique romaine, Église de Jésus-Christ à Madagascar, luthérienne et anglicane) et a une forte influence dans la politique malgache. Lors des élections présidentielles contestées de 2001, le conseil s'est rallié au candidat protestant Ravalomanana.

## Démographie
Selon le recensement national de 1993, 41 % des Malgaches adhèrent au christianisme et 52 % pratiquent la religion traditionnelle malgache. Mais selon le Pew Research Center, en 2020, seuls 4,5 % des Malgaches pratiquent encore la religion traditionnelle et 85 % sont chrétiens. Selon l'Association of Religion Data Archives, 58,1 % de la population est chrétienne.
Les chrétiens malgaches sont pour la plupart protestants (principalement l'Église protestante réformée de Jésus-Christ à Madagascar (FJKM), luthérienne et anglicane mais on compte aussi plusieurs confessions évangélique) ou catholiques romains, mais il existe également des groupes plus petits tels que les membres de l'Église de Jésus-Christ des saints des derniers jours, les témoins de Jéhovah, les adventistes du septième jour et les chrétiens orthodoxes.
L'Église de Jésus-Christ des Saints des Derniers Jours revendique plus de 13 000 membres dans 42 congrégations à Madagascar.
L’Association des églises bibliques baptistes de Madagascar, une confession baptiste membre de l'Alliance baptiste mondiale, fondée en 1963, compte selon un recensement de la confession publié en 2016, 327 églises et 8 902 membres.